# Каменка (приток Большого Удрая)
Каменка — река в России, протекает по Новосокольническому району Псковской области. Устье реки находится в 39 км по левому берегу реки Большой Удрай. Длина реки составляет 15 км.
У деревни Саньки справа впадает ручей Каменка
На берегу реки стоит деревня Михали Маевской волости, ниже деревни Саньки и Елисеево Новосокольнической волости. У устья реки стоит деревня Старосокольники Окнийской волости.

## Данные водного реестра
По данным государственного водного реестра России относится к Балтийскому бассейновому округу, водохозяйственный участок реки — Ловать и Пола, речной подбассейн реки — Волхов. Относится к речному бассейну реки Нева (включая бассейны рек Онежского и Ладожского озера).
Код объекта в государственном водном реестре — 01040200312102000022882.